# Laurens Laurensen
Laurens Laurensen (auch Laurentius Laurentii; * um 1495 in Wildeshausen; † 1553 in Emden) war ein Dominikanerprior. Bekannt wurde er vor allem durch seine Teilnahme am Oldersumer Religionsgespräch im Juni 1526, bei dem er die katholische Seite gegen den protestantischen Emder Prediger Georg Aportanus vertrat. Die im Anschluss von Ulrich von Dornum verfasste Schrift über das Streitgespräch fand weite Verbreitung und trug auf diese Weise zur schnellen Durchsetzung des Protestantismus in Ostfriesland bei. Die 1527 im niederländischen Kampen gedruckte Gegenschrift von Laurens Laurensen galt lange als verschollen. Inzwischen wurde ein einziges erhaltenes Exemplar in der Königlichen Bibliothek Den Haag entdeckt und im Jahr 2009 erneut veröffentlicht.

## Leben
Laurens Laurensen studierte Theologie an der Universität von Paris und erwarb hier den Doktortitel. Von 1523 bis 1533 war er Prior des Dominikanerklosters von Groningen. Am 12. März 1523 organisierte er im Kloster ein theologisches Streitgespräch, die so genannte Groninger Disputation, in der es um Fragen der Scholastik ging. Nach einer im gleichen Jahr in Basel veröffentlichten Schrift haben hierbei die Verteidiger der scholastischen Wissenschaft, zu denen auch Laurentius gehörte, nicht viel erreicht. 1526 nachm er am Oldersumer Religionsgespräch teil und verteidigte hier die katholische Lehre. Beide Seiten reklamierten im Anschluss den Sieg für sich. Im Jahre 1530 wurde Laurensen vom Generalkapitel in Rom zum Inquisitor der Bistümer Utrecht und Münster ernannt.